# Adromischus nanus
Adromischus nanus är en fetbladsväxtart som först beskrevs av N. E. Brown, och fick sitt nu gällande namn av Karl von Poellnitz. Adromischus nanus ingår i släktet Adromischus och familjen fetbladsväxter. Inga underarter finns listade i Catalogue of Life.